# Guido Marzulli

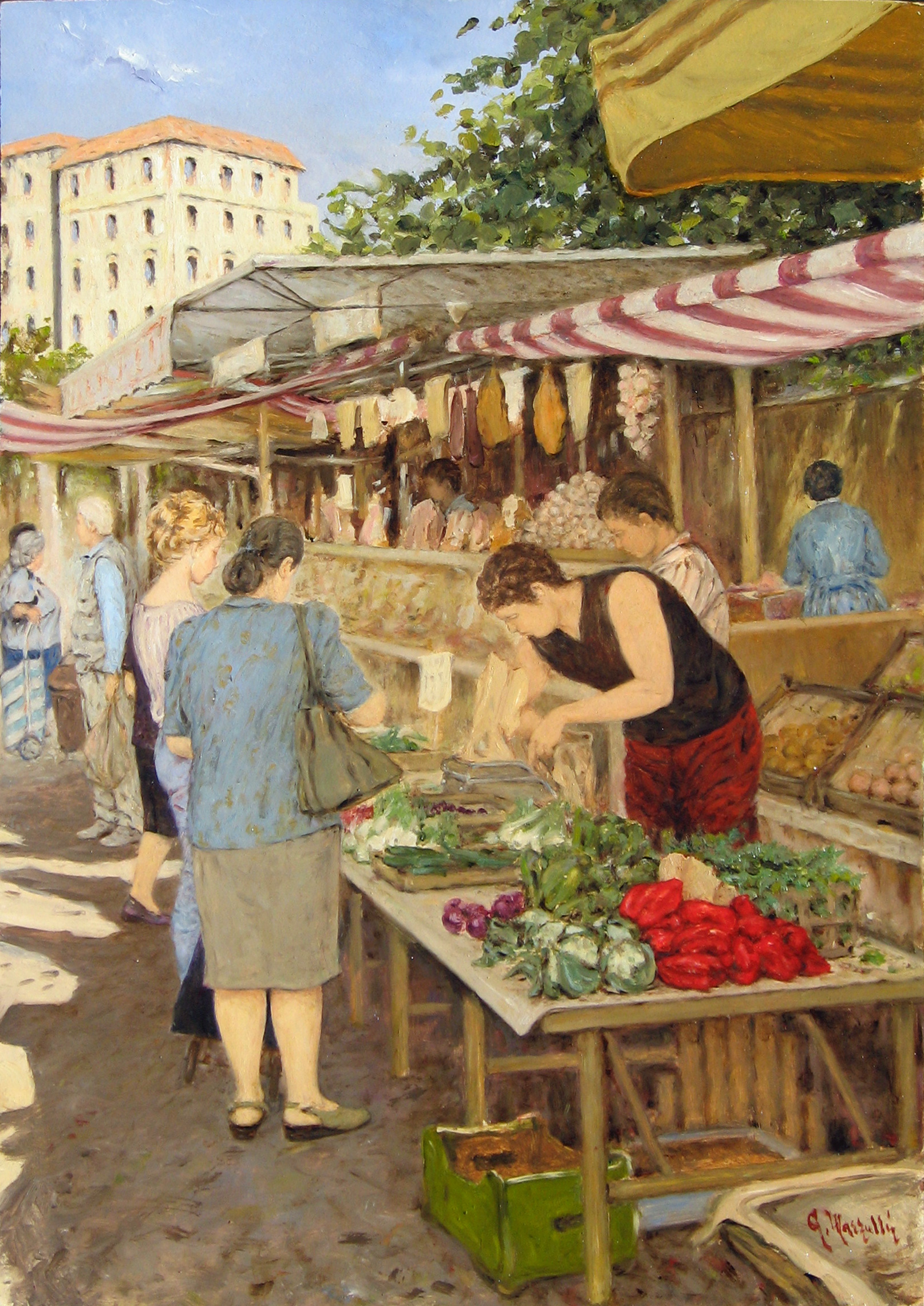
Bancarelle in piazza Guardi a Milano - Een typisch schilderij van Marzulli, met afbeelding van een kleine markt.

Guido Marzulli (Bari, 8 juli 1943) is een Italiaanse kunstschilder.

## Biografie
Guido Marzulli werd geboren in een welgestelde familie in Italië. Zijn vader, Michele Marzulli, en zijn moeder, Rosa Tosches, waren beiden kunstschilders en werd door hen sterk beïnvloed.
Hij begon zijn artistieke carrière in Bari, zijn geboortestad, en nam deel aan verschillende bijeenkomsten en debatten met vooraanstaande Italiaanse academici en schilders. Aan de Universiteit van Bari studeerde hij economie.
In 1970 verhuisde hij naar Rome, waar hij zich verdiepte in de landschaps- en portretschilderkunst. Marzulli reisde in die periode ook doorheen Europa en schaafde op die manier zijn kennis over Rembrandt, Goya, Tiziano en de meest prominente Europese schilders uit de 19e en 20e eeuw.
In 1990 ontving Marzulli op de Biënnale van Rome een gouden medaille. In 1991 verhuisde hij naar Milaan, waar hij nog steeds woonachtig is.

## Stijl
Guido Marzulli is een vertegenwoordiger van het figuratieve hedendaags realisme. Zijn werken zijn steeds zeer verfijnd en gedetailleerd.
De kenmerkende thema's die in zijn werk aan bod komen, zijn vaak beïnvloed door intieme sferen en geïnspireerd door het leven en het intieme huiselijke leven. Vaak zijn er kleine markten, idyllische landschappen en landelijke taferelen op te zien. Zijn portretten getuigen van een welbepaald realisme, maar zijn niet overdreven gedetailleerd, zodat de indruk van een schilderij steeds blijft.

## Musea
Zijn werk behoort tot de collectie van de publieke Italiaanse musea. Ze worden bewaard en tentoongesteld in onder andere het Pinacoteca Metropolitana di Bari, (Bari) - en de Galleria Civica d'Arte Moderna e Contemporanea di Latina, (Latina), en de Museo Civico di Foggia, (Foggia), en de Museo Nazionale di Matera, (Matera).